# The Wild (album)
The Wild è il settimo album del rapper statunitense Raekwon, pubblicato nel 2017.
Il tema principale del disco è la sopravvivenza in strada. Su Metacritic l'album ottiene un punteggio pari a 80/100.
| Recensione | Giudizio |
| ---------- | -------- |
| AllMusic   | [ 1 ]    |
| Pitchfork  | [ 2 ]    |
| Exclaim!   | [ 2 ]    |
| HipHopDX   | [ 2 ]    |

## Tracce
1. The Wild Intro – 1:47 – RoadsArt
2. This Is What It Comes Too – 2:47 – Xtreme
3. Nothing – 2:58 – Frank G
4. Skit (Bang Head Right) – 0:55
5. Marvin (featuring CeeLo Green) – 4:06 – Frank G
6. Can't You See – 3:13 – RoadsArt
7. My Corner (featuring Lil Wayne) – 4:29 – G Sparkz
8. Skit (Fuck You Up Card) – 0:53
9. M&N (featuring P.U.R.E) – 2:20 – Dame Grease
10. Visiting Hour (featuring Andra Day) – 3:17 – Mally the Martian, Dan the Band
11. Skit (Bang Fall Down) – 0:34
12. The Reign – 4:49 – Mark Henry, MK Beatz (co-prod.)
13. Crown of Thorns – 3:10 – J. Dot
14. Purple Brick Road (featuring G-Eazy) – 4:00 – J.U.S.T.I.C.E. League
15. You Hear Me – 2:21 – RoadsArt
16. Bang Outro – 1:25

## Classifiche
| Classifica (2017)         | Posizione massima |
| ------------------------- | ----------------- |
| Stati Uniti               | 88                |
| US Independent Albums     | 5                 |
| US Top R&B/Hip-Hop Albums | 41                |